# هنشل هااس ۱۲۱
هنشل هااس ۱۲۱ (به آلمانی: Henschel Hs 121) نخستین هواگرد تولیدشده توسط شرکت هنشل در آلمان بود. تنها یک فروند از این هواگرد تک‌باله تک‌سرنشین به عنوان نمونه آغاز فعالیت هنشل در صنعت هوانوردی تولید شد.

## توسعه
هااس ۱۲۱ به عنوان نخستین هواگرد شرکت هنشل، اواخر سال ۱۹۳۳ در نقش جنگنده سبک یا هواگرد آموزشی تک‌سرنشین توسط اریش کوخ، مهندس ارشد آلمانی (یا فریدریش نیکولاوس) طراحی و در یوهانیشتال ساخته شد. از این مدل هواگرد تنها یک نمونه به جهت نشان دادن کارایی شرکت هنشل در دریافت قراردادهای توسعه‌ای از لوفت‌وافه پدید آمد. تمامی شرکت‌های تازه‌تاسیس صنعت هوانوردی در آلمان مکلف به ایجاد چنین نمونه اثباتی بودند. نخستین پرواز هااس ۱۲۱ روز ۴ ژانویه سال ۱۹۳۴ به خلبانی نیکولاوس شویْبِل انجام گرفت. این هواگرد متعاقباً پروازهای آزمایشی متعددی داشت که در نتیجه آن پایدارکننده عمودی دم بزرگ‌تر و پایدارکننده افقی آن مهاربندی شد. علاوه بر این یک مهار هم از بدنه به پشت ارابه فرود افزوده گشت.

## ساخت
بدنه هواگرد شاسی یکپارچه و صُلب از آلیاژ سبک داشت. مقطع عمودی بدنه بیضوی‌شکل بود. صفحات بزرگ امکان دسترسی به درون قسمت جلویی بدنه را می‌داد.
هواگرد پیکربندی تک‌باله بال‌بالای بال‌مرغی داشت. این بال تمام‌فلزی، دو تکه و با دو تیر اصلی بود. بخش‌هایی از بال از جمله شهپرها پوشش پارچه‌ای داشت. برآافزاهای فرود به صورت مکانیکی با چرخ‌دنده حلزونی به‌کار گرفته می‌شد. بال هر طرف با دو میله موازی مهاربندی شده بود.
دُم شکلی معمولی و ساختی تمام‌فلزی داشت. تنها سکان دارای پوشش پارچه‌ای بود. پایدارکننده‌های دم با مهار به یکدیگر و بدنه متصل بودند.
خدمه شامل یک خلبان در یک جایگاه سر باز در پشت لبه فرار بال قرار می‌گرفت.
ارابه فرود اصلی ثابت طُرّه‌ای، پوشیدهٔ هوا لغز و با پایه‌های خود اتکا و فنر تعلیق حلقوی بود. یک چرخ هم در دم قرار داشت.
یک موتور ۸ سیلندر آرگوس آاس ۱۰سی خنک‌شونده با هوا با توان ۲۴۰ اسب بخار هنگام برخاست، با به چرخش درآوردن یک ملخ دو تیغه چوبی نیروی محرکه هواگرد را تأمین می‌کرد. مخزن سوخت درون بدنه و پشت دیواره آتش بود.

## مشخصات فنی
مشخصات عمومی
- خدمه: ۱ نفر
- طول: ۷٫۳ متر
- طول بال: ۱۰ متر
- وزن خالی: ۷۱۰ کیلوگرم
- نیرومحرکه: ۱ × موتور وی معکوس ۸ سیلندر آرگوس آاس ۱۰سی خنک‌شونده با هوا: ۲۴۰ اسب بخار

عملکرد
- حداکثر سرعت: ۲۸۰ کیلومتر بر ساعت
- برد: ۵۰۰ کیلومتر